# Trichlorethylen
Trichlorethylen (systematický název trichlorethen) je chlorovaný uhlovodík běžně používaný jako průmyslové rozpouštědlo. Jedná se o bezbarvou nehořlavou kapalinu sladké vůně. V průmyslu se označuje různými zkratkami, například TCE, trichlor, Trike, Tricky nebo tri. Vyráběn pod značkami Trimar a Trilene se dříve používal jako prchavé celkové anestetikum a porodní analgetikum.

## Výroba
Do 70. let 20. století se většina trichlorethylenu vyráběla dvoufázovým procesem z acetylenu. Nejprve se acetylen nechával při 90 °C reagovat s chlorem za přítomnosti chloridu železitého jako katalyzátoru, čímž vznikal 1,1,2,2-tetrachlorethan podle rovnice:
HC≡CH + 2 Cl2 → Cl2CHCHCl2
1,1,2,2-tetrachlorethan se poté dehydrochloroval na trichlorethylen. To lze zajistit pomocí vodného roztoku hydroxidu vápenatého:
2 Cl2CHCHCl2 + Ca(OH)2 → 2 ClCH=CCl2 + CaCl2 + 2 H2O
nebo ve fázi par zahříváním na 300–500 °C na katalyzátoru chloridu barnatém nebo chloridu vápenatém:
Cl2CHCHCl2 → ClCH=CCl2 + HCl
Dnes se však většina trichlorethylenu vyrábí z ethylenu. Nejdřív se ethylen chloruje na chloridu železitém za vzniku 1,2-dichlorethanu:
CH2=CH2 + Cl2 → ClCH2CH2Cl
Když se tento zahřívá na zhruba 400 °C s přídavkem dalšího chloru, přechází na trichlorethylen:
ClCH2CH2Cl + 2 Cl2 → ClCH=CCl2 + 3 HCl
Tuto reakci lze katalyzovat různými látkami. Nejčastěji se používá směs chloridu draselného a chloridu hlinitého. Lze však také používat různé formy porézního uhlíku. Při reakci vzniká jako vedlejší produkt tetrachlorethylen; v závislosti na množství chloru přidaného do reakce může být tetrachlorethylen dokonce i hlavním produktem. Typicky se obě tyto látky odebírají společně a pak se oddělují destilací.

## Použití
Trichlorethylen je účinným rozpouštědlem pro různé organické materiály.
Ve větší míře se trichlorethylen vyrábí od 20. let 20. století. Zpočátku byla hlavní oblastí použití extrakce olejů z rostlin, například ze soji, kokosu nebo palem. Mezi další potravinářské aplikace patří dekofeinizace kávy a příprava ochucovacích extraktů z chmele a koření. Používá se také k odstraňování zbytků vody při výrobě stoprocentního ethanolu.
Od třicátých do sedmdesátých let se trichlorethylen používal jako prchavé celkové anestetikum, a to jak v Evropě, tak v Severní Americe. Ve 40. letech nahradil dříve používaný chloroform a diethylether, byl však v 50. letech sám nahrazen novějším halotanem, který umožňoval rychlejší vyvolání i ukončení anestezie. Ve Velké Británii byl barven modře (barvivem zvaným waxolenová modř (1-amino-2-bromo-4-(4-methylanilino)anthracene-)) k prevenci záměny s podobně vonícím chloroformem.
Používal se také jako rozpouštědlo pro chemické čištění, byl však v 50. letech nahrazen tetrachlorethylenem (též známým jako perchlorethylen).
Trichlorethylen se prodával do roku 2009 jako 'Ecco 1500 Anti-Static Film Cleaner and Conditioner' pro použití v automatických strojích na čištění filmů a též pro ruční čištění pomocí polštářků neuvolňujících vlákna.[zdroj?]

## Životní prostředí
Trichlorethylen je nebezpečným polutantem. Snadno kontaminuje půdu a obtížně se odstraňuje. Silně zamořena je například půda v okolí Kennedyho vesmírného střediska a letecké základny na mysu Canaveral. V letech 1959 až 1968 zde byl trichlorethylen vyléván přímo na zem, celkem se jednalo o zhruba 40 tun. NASA na čištění oblasti vynaloží v příštích 30 letech celkem 96 mil. USD, letectvo do roku 2017 dalších 50 mil. USD.